# カラカラグモ科
カラカラグモ科 Theridiosomatidae はクモ目クモ下目のクモの群。ごく小型のもので、円網かそれから派生した特殊な型の網を張る。

## 特徴
ごく小型のクモの群で、体長は0.5～3mm程度しかない。8眼、3爪、無篩板、2書肺のクモである。全体にはずんぐりした体格のクモで歩脚は短めである。頭胸部を包む背甲は幅より長さが勝る縦長で、胸部は高くなっており、中窩はない。4眼が前後2列に並ぶ眼域は背甲の前の縁にあり、個々の眼は比較的大きい。背甲の前面である額部は垂直になっている。上顎には外顆がなく、牙堤歯がある。下唇は横長で長さより幅が大きい。下顎は幅が広く、下唇より前にある。胸板は大きく、それに隔てられて第4脚の基節は広く離れている。腹部は丸っこくて身体に比してとても大きく、背甲の後半を覆い隠す例が多い。気管気門は1つで、糸疣の前にある。糸疣は3対で、大きな間疣がある。
全体の体型はコガネグモ科のもの、特にオニグモ類を思わせるものであるが、生殖器、特に雄の触肢器官はユアギグモ科やヨリメグモ科に近い。

## 習性など
造網性のもので、地表近くや水辺などを好み、そのような場所に網を張って獲物を捕らえる。
網は円網かそれから派生したもので、一見では円網とは思えないような網を張るものもある。例えば日本産のカラカラグモ Theridiosoma eperoides は通常の円網を張る個体もあるが、多くの場合、傘状網を張る。これはまず普通の円網を張り、しかる後のその中心から糸を張ってそれを引っ張ることで傘のような形にするもので、獲物が網の向こうに来るとクモは網を引っ張るのを離し、すると網は反動で元に戻ることで獲物を捕らえる。同じく日本産のヤマジグモ Ogulunius pullus の網は一見では粘りのない糸と粘りのある糸が不規則に張り巡らされているように見えるが、これは基本的には円網と同じで、ただし通常の円網は放射状に張られた縦糸が同一の平面上にあるのに対して、このクモでは縦糸を立体的に張ることで作られたものである。

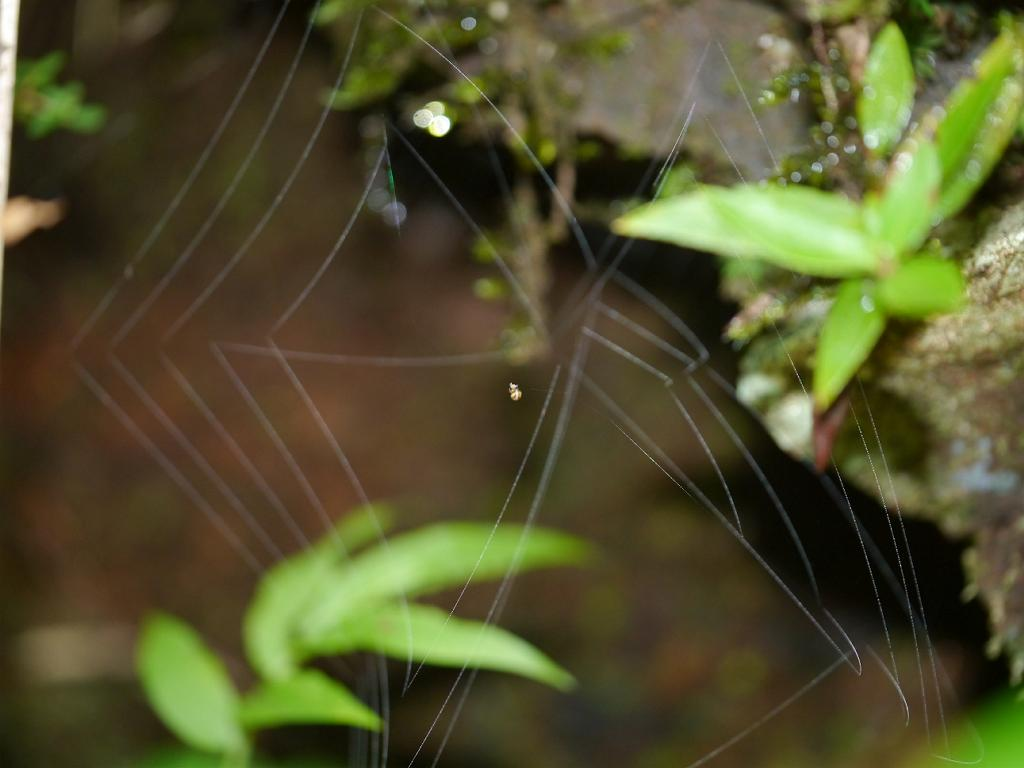
ヤマジグモの網

## 分布と種
世界の熱帯から暖温帯に分布し、12属80種程が知られる。
日本には以下の4属5種のみが知られる。それ以上の情報はカラカラグモ科の属種の一覧を参照されたい。
- Ogulunis ヤマジグモ属：ヤマジグモ
- Theridiosoma カラカラグモ属：カラカラグモ・クロカラカラグモ
- Wendilgarda ナルコグモ属：ナルコグモ
- Zoma ゾーマカラカラグモ属：シロオビカラカラグモ